# نو أباد (دشت سر)
نو أباد (بالفارسية: نوآباد) هي قرية تقع في إيران في قسم دشت سر الريفي. يقدر عدد سكانها بـ 149 نسمة .